# William C. McDonald

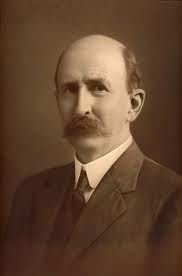
William C. McDonald (1912)

William Calhoun McDonald (* 25. Juli 1858 in Jordanville, Herkimer County, New York; † 11. April 1918 in Santa Fe, New Mexico) war ein US-amerikanischer Politiker und von 1912 bis 1917 der erste Gouverneur des Bundesstaates New Mexico.

## Frühe Jahre
William McDonald besuchte das Cazenovia Seminary in New York. Nach einem anschließenden Jurastudium wurde er 1880 als Rechtsanwalt zugelassen. Im selben Jahr zog er in das Lincoln County in New Mexico, das damals noch als New-Mexico-Territorium organisiert war. Dort arbeitete er zunächst in verschiedenen Positionen, ehe er Viehzüchter mit einer eigenen Ranch wurde. Zuvor hatte er dieses Handwerk bei verschiedenen anderen Viehzuchtbetrieben erlernt.

## Politischer Aufstieg
McDonald war Mitglied der Demokratischen Partei. Im Jahr 1881 war er im Auftrag der Bundesregierung mit der Erkundung der Bodenschätze des Landes beauftragt. Zwischen 1885 und 1887 war er Assessor im Lincoln County. Im Jahr 1891 wurde er in das territoriale Parlament gewählt; von 1895 bis 1897 war er bei der Kreisverwaltung im Lincoln County angestellt. Zwischen 1905 und 1911 saß er im Veterinärausschuss der Viehzüchter. Schließlich wurde er im Jahr 1910 Vorsitzender der Demokraten in seinem Territorium. Am 7. November 1911 wurde er mit 51:46 Prozent der Stimmen gegen den Republikaner Holm O. Bursum zum ersten Gouverneur des neuen Bundesstaates New Mexico gewählt.

## Gouverneur von New Mexico
McDonald trat sein Amt am 6. Januar 1912 an. Seine erste Aufgabe war der Aufbau einer neuen Regierungsstruktur für seinen Staat. Gleichzeitig musste er sich mit Unruhen an der Grenze zu Mexiko auseinandersetzen. Mexiko war in jenen Jahren durch revolutionäre Kämpfe im Inneren tief zerstritten; Banditen nutzten das für ihre kriminelle Machenschaften aus und überquerten des Öfteren die Grenze zu New Mexico und damit zu den USA. Im Jahr 1916 entsandte die Bundesregierung sogar reguläre Soldaten zum Schutz der Grenze.
Nach dem Ende seiner Gouverneurszeit wurde McDonald während des Ersten Weltkrieges mit der Treibstoffverwaltung (Fuel Administrator) von New Mexico betraut. Diese Stellung behielt er bis zu seinem Tod. William McDonald war mit Francis McCourt Tarbell verheiratet, mit der er fünf Kinder hatte.